# Fuchs Ferenc
Fuchs Ferenc (Fuchs Xavér Ferenc) (Pándorfalu, 1744. augusztus 24. – Eger, 1807. június 27.) bölcseleti és teológiai doktor, egri érsek.

## Élete
Tanulmányait Pannonhalmán, a nagyszombati és budai szemináriumban végezte; a bölcseleti és a hittudományi doktorságot is elnyerte. 1768-ban az esztergomi egyházmegyében szentelték fel misés papnak; előbb káplán volt Esztergomban, majd Andrássy Károly gróf fiainál Betléren nevelősködött. 1773-ban nyerte el a szomori parókiát, de csakhamar lemondott, és elment bölcseletet tanítani a budai egyetemhez. Batthyány József bíboros 1780-ban behívta udvarába titkárnak; 1783-ban pozsonyi, 1784. május 7-én esztergomi kanonok lett. 
1787. március 10-én nyitrai püspök lett, ahol templomokat és kórházakat építtetett. Rendszerint legalább 12 tanulót élelmezett udvarában s utóbb 12 tanulóra a nyitrai gimnáziumnál és 4 leányra a nagyszombati Orsolya szüzeknél ösztöndíjakat alapított. Emellett ezrével nyomatta a vallási könyveket, és azokat fejedelmi bőkezűséggel osztogatta szét Magyarország és Erdély összes egyházmegyéiben. 
Amikor 1804-ben a magyar kormány az egri püspökséget érsekséggé emelte, augusztus 20-án ennek fejévé s Heves és Külső-Szolnok vármegye örökös főispánjává Fuchsot nevezte ki az uralkodó. Azt a rövid két évet, mikor érsek volt, egyházmegyéje rendezésével töltötte el. Gyors egymásutánban adta ki erre vonatkozó szabályait és rendeleteit és azok végrehajtásáról azonnal jelentést tétetett magának. Egészségi állapota rohamosan hanyatlott, folytonos álmatlanság gyötörte, s 1807-ben elhunyt.

## Művei
- Miscellanea quibus regnum rationis christianorum animalium, placita carni, affectibusque dolosis blandientia, pro totidem rationis legibus adoptantium, dilucidatur partim ex principia gentilium rationalium cum ratione insanientium minus; uti Epicteti, tabulae Cebetis, Senecae, Plutarchi, Isocratis etc. circa disciplinam civium, et educationem juventutis; partim per principia et cognitionem scientificam quid virtus? in christianorum sensu genuino secundum rationalem philosophiam sanam. Posonii, 1801 (névtelenül)
- Adplausus Serenissimo Regni Hung. Palatino Archiduci Petropoli feliciter reduci concinnatus Agriae, 1803
- Ars longaevae vitae per medicam corporis et animae curam, quam quisque sibi debet ex lege rationis practicae, praecipiente animae et corporis culturam ita ut naturae physicae instinctus ac stimulus jucunditatis, voluptatis ac tanuitatis omnisque utilitatis, semper naturae moralis instinctui et stimulo honestatis subiici debeat vi eiusdem legis moralis; ne character dignitatis hominis laedatur velut entis rationalis, Jussu et impensis... Posonii, 1804
- Institutiones episcopalis seminarii Nitriensis ad S. Ladislaum, cleri studentis, deficientis, et emeritoum parochorum. Tyrnaviae 1804
- Compendium institutionis pastoralis, pro iniciantibus in cura animarum cooperatoribus, capellanis, aliisque sacerdotibus. Tyrnaviae, 1804
- Visitationalia statuta generalia. Tyrnaviae, 1804
- Memoriale vitae sacerdotalis. Posonii, 1804
- Moralis philosophiae christianae de virtutibus, et vitiis tractatus pro omnibus, qui de his in christianorum sensu genuino cum nexu recentiores philosophiae rationalis principiorum sanorum scientificam cognitionem sibi comparare, aut comparatam profiteri volunt. Editio altera post Posoniensem, Tyrnaviae, 1805
- Sensa moralia, et religiosa virorum saeculi 16. in singulos anni dies distributa; similia sensa moralia et religiosa virorum saeculi 19. In compendio ut quis isthie beatos, et felices dies vivere, se tandem tranquille et cum gaudio mori valeat, cum subnexo Epicedio in memoriam Pii Sexti Pont. Maximi XX. Febr. 1802. Posonii, 1805
- Littera Encyclica de dato 1 maii a. 1805. Posonii
- Littera Encyclica de dato 20. jan. 1805. Agriae
- Littera Encyclica dd. 24. apr. 1805. Agriae
- Littera Encyclica dd. 4. 24. et 30. aug. Agriae
- Littera Encyclica de dato 23. nov. 1805. Agriae. 1805
- Statuta Peculiaria pro archi-dioecesi Agriensi. Agriae, 1805
- Methodus gubernandi parochiam et dirigendi animas in s. tribunali poenitentiae. Tyrnaviae, 1805, két kötet
- Enciclica; ad DD. Vice-Archidiaconos archidioeceseos pro visitationis canonicae praeliminaribus actis praeparandis materiarum rubricas continens (hely n., 1805)
- Littera encyclica de dato 12. febr. a. 1806. Agriae. 1806
- Statuta generalia pro archi-dioecesi Agriensi. Agriae, 1806
- Ankündigung über die Canonische Visitation. Agriae. 1806 (ezt követi: Az isteni szolgálatról való tudósítás)
- Vetni való jó mag jó földbe. Oktató és imádságos könyv... Irta Jais Egyed német nyelven. Most pedig F. parancsolatjából megmagyaráztatott és... költségével kinyomtattatott. Nagy-Szombat 1806
- Statuta generalia. Agriae, 1806
- A Krisztus követéséről négy könyv, melyek... parancsolatjára és költségével magyarra fordíttattak és kinyomattak. Nagyszombat, 1807
- Három beszéd, melynek egyike a nagymélt. országbirája, kettője pedig a mltgos első egri érsek által tartattak és gróf Stollberg története. Eger, 1807
- Legum decimalium regni Hungariae discussio, et combinatio brevis, et succincta; signanter autem relate ad dominorum decimae jus proprietatis in decimas salvis tribus primis §§. articuli 95. 1647. et una dominorum terrestrium de jure arendatitio cum titulo praeemtionis, sive praearendationis diebus fatalibus praescriptis: qualiter haec duo jura consistere possint, ac debeant? et eatenus rite administretur justitia in causis decimalibus? Eger, 1807 (névtelenül)

Nevét többen hibásan Fuxnak írják.